# Піллоу (Пенсільванія)
Піллоу (англ. Pillow) — місто (англ. borough) в США, в окрузі Дофін штату Пенсільванія. Населення — 292 особи (2020).

## Географія
Піллоу розташований за координатами 40°38′26″ пн. ш. 76°48′10″ зх. д. / 40.64056° пн. ш. 76.80278° зх. д. (40.640543, -76.802909).  За даними Бюро перепису населення США в 2010 році місто мало площу 1,28 км², уся площа — суходіл.

## Демографія
Згідно з переписом 2010 року, у селищі мешкало 298 осіб у 124 домогосподарствах у складі 83 родин. Густота населення становила 233 особи/км².  Було 138 помешкань (108/км²).
Расовий склад населення:
| - 97,7 % — білих - 0,3 % — корінних американців - 1,0 % — осіб інших рас |

До двох чи більше рас належало 1,0 %. Частка іспаномовних становила 5,0 % від усіх жителів.
За віковим діапазоном населення розподілялося таким чином: 24,8 % — особи молодші 18 років, 58,1 % — особи у віці 18—64 років, 17,1 % — особи у віці 65 років та старші. Медіана віку мешканця становила 40,3 року. На 100 осіб жіночої статі у селищі припадало 93,5 чоловіків;  на 100 жінок у віці від 18 років та старших — 96,5 чоловіків також старших 18 років.
Середній дохід на одне домашнє господарство  становив 59 972 долари США (медіана — 54 444), а середній дохід на одну сім'ю — 63 008 доларів (медіана — 75 000). За межею бідності перебувало 21,4 % осіб, у тому числі 46,3 % дітей у віці до 18 років та 0,0 % осіб у віці 65 років та старших.
Цивільне працевлаштоване населення становило 136 осіб. Основні галузі зайнятості: виробництво — 25,7 %, будівництво — 21,3 %, роздрібна торгівля — 17,6 %.